# Club Joventut Badalona (femení)
El Club Joventut Badalona Femení és un equip de bàsquet femení. És la secció femenina del Club Joventut Badalona i competeix a la Lliga Femenina Endesa, la màxima categoria del bàsquet estatal.

## Història
L'equip femení va començar a disputar partits oficials als anys 40, debutant en competició la temporada 1943-44 a la segona categoria del Campionat de Catalunya. Els anys següents el bàsquet femení perd força arreu, principalment degut a que les jugadores, a instàncies de la Secció Femenina, foren obligades a fer el Servicio Social per legalitzar les fitxes federatives.
No va ser fins als 50, gràcies a l'impuls de Pere Gol, que l'equip femení de la Penya va començar a competir de manera regular. Gol introdueix novament el bàsquet femení a la Penya el 1956, i un any més tard comença a competir novament. La temporada 1963-64 el Joventut es proclama campiones de la segona divisió nacional, i la temporada següent participa per primera vegada a la primera categoria de la Lliga espanyola de bàsquet femenina, creada un any abans. S'hi va mantenir a la màxima categoria fins al 1971, quan no va poder mantenir-la per la falta de recursos econòmics, fet que succeiria en més d'una ocasió.
L'equip va tornar a assolir l'ascens a la màxima categoria el 1982, però va haver de renunciar per problemes econòmics abans d'iniciar-se la competició. El mateix tornà a succeir l'estiu de 1988.
L'any 2020 ascendeix a la Lliga Femenina Challenge, la segona categoria nacional. La temporada 2022-23 l'equip de Jordi Vizcaino es classifica per disputar la fase d'ascens a la Lliga Femenina però quedà eliminada als quarts de final davant La Cordà de Paterna, l'equip filial del València Basket. La temporada següent torna a classificar-se pel play-off d'ascens, arriba a la final a quatre i derrota a la final al CAB Estepona, equip anfitrió, assolint així l'ascens per jugar la temporada 2024-25 a la Lliga Femenina Endesa.

## Plantilla
| Temporada 2025-26 |                    |            |        |                                 |                            |
| #                 | Jugadora           | Posició    | Alçada | Club de procedència             | Temporades al primer equip |
|                   | Júlia Soler        | Aler       | 1,80   | Cadí La Seu                     | 1                          |
|                   | Laia Lamana        | Base       | 1,70   | Baloncesto Ensino lugo          | 1                          |
| 4                 | Elise Ramette      | Base       | 1,77   | Cadí La Seu                     | 2                          |
| 5                 | Laura Piera        | Base       | 1,74   | Grand Canyon                    | 5                          |
| 6                 | Helena López       | Escorta    | 1,66   | Embutidos Pajariel Bembibre PDM | 3                          |
| 9                 | Iris Vennema       | Aler       | 1,86   | Azul Marino Viajes Mallorca     | 2                          |
| 10                | Inés Santibáñez    | Base       | 1,72   | Vantage Towers Alcobendas       | 3                          |
| 11                | Deva Bermejo       | Base       | 1,66   | Barça CBS                       | 3                          |
| 12                | Alima Dembelé      | Pivot      | 1,86   | IDK Euskotren                   | 3                          |
| 14                | Mariam Coulibaly   | Pivot      | 1,92   | IDK Euskotren                   | 2                          |
| 21                | Rebeca Cotano      | Aler pivot | 1,86   | Hozono Global Jairis            | 3                          |
| 23                | Serena-Lynn Geldof | Pivot      | 1,96   | Casademont Zaragoza             | 2                          |

- El fons verd indica que la jugadora s'ha incorporat al primer equip aquesta temporada

### Equip tècnic
| Club Joventut Badalona: equip tècnic 2024-25 |                    |
| Membre                                       | Funció             |
| Jordi Vizcaino                               | Entrenador         |
| Miquel Calderón                              | Entrenador ajudant |
| Kim Gispert                                  | Entrenador ajudant |
| Santi Guillen                                | Delegat            |
| Joan Fuster                                  | Preparadora física |